# 清浄道論
清浄道論（しょうじょうどうろん、パーリ語:Visuddhimagga, ヴィスッディ・マッガ、「清浄-道」）は、5世紀頃に書かれた上座部仏教の代表的な注釈者であるブッダゴーサ（仏音）の主著であり、上座部仏教圏における最高権威の実践綱要書。
大寺（アヌラーダプラ・マハーヴィハーラ）派であるブッダゴーサが、2-3世紀に成立した無畏山寺（アバヤギリ・ヴィハーラ）派の実践綱要書『解脱道論』を底本にしつつ、諸典籍を参照しながらまとめ上げたものとされる。
主な注釈書としてダンマパーラの『パラマッタマンジューサー』(Paramatthamañjūsā) (別名『マハーティーカー』(Mahāṭīkā)) が知られる。

## 構成
全2部23章から成る。1-2章が「戒」、3-11章が「定」（禅定・サマタ瞑想）、第2部の12-23章が「慧」（ヴィパッサナー瞑想）に関して。
- 第1部
  - 序章 : 因縁等の論（Nidānādi-kathā）
  - 第1章 : 戒の解釈（Sīla-niddeso）
  - 第2章 : 頭陀支の解釈（Dhutaṅga-niddeso）
  - 第3章 : 業処把取の解釈（Kammaṭṭhāna-ggahaṇa-niddeso）
  - 第4章 : 地遍の解釈（Pathavī-kasiṇa-niddeso）
  - 第5章 : 余遍の解釈（Sesa-kasiṇa-niddeso）
  - 第6章 : 不浄業処の解釈（Asubha-kammaṭṭhāna-niddeso）
  - 第7章 : 六随念の解釈（Chaanus-sati-niddeso）
  - 第8章 : 随念業処の解釈（Anus-sati-kammaṭṭhāna-niddeso）
  - 第9章 : 梵住の解釈（Brahmavihāra-niddeso）
  - 第10章 : 無色の解釈（Āruppa-niddeso）
  - 第11章 : 定の解釈（Samādhi-niddeso）
- 第2部
  - 第12章 : 神変の解釈（Iddhividha-niddeso）
  - 第13章 : 神通の解釈（Abhiññā-niddeso）
  - 第14章 : 蘊の解釈（Khandha-niddeso）
  - 第15章 : 処・界の解釈（Āyatana-dhātu-niddeso）
  - 第16章 : 根・諦の解釈（Indriya-sacca-niddeso）
  - 第17章 : 慧地の解釈（Paññā-bhūmi-niddeso）
  - 第18章 : 見清浄の解釈（Diṭṭhi-visuddhi-niddeso）
  - 第19章 : 度疑清浄の解釈（Kaṅkhā-vitaraṇa-visuddhi-niddeso）
  - 第20章 : 道非道智見清浄の解釈（Maggāmagga-ñāṇa-dassana-visuddhi-niddeso）
  - 第21章 : 行道智見清浄の解釈（Paṭipadā-ñāṇa-dassana-visuddhi-niddeso）
  - 第22章 : 智見清浄の解釈（Ñāṇa-dassana-visuddhi-niddeso）
  - 第23章 : 慧修習の功徳の解釈（Paññā-bhāva-nāni-saṃsa-niddeso）

## 内容
まず冒頭の序章において、三学（戒・定・慧）が仏教教理の諸説を包摂し、仏道という清浄な道を達成させるものであることが説明される。
第1章では、まず冒頭で従来の三学（戒・定・慧）の説示が簡略すぎるので、その詳細をここで述べていく旨が述べられる。続いて戒（戒律）の詳細な説明が続く。戒の定義、戒の意義、戒の効用、戒の福利、戒の種類（1種類～5種類）など。
第2章では、前章で述べられた戒の完成をもたらすものとして、頭陀行（俗塵の払拭行）について述べられる。13の払拭行（1糞掃衣、2三衣、3施食、4家の貧富不選、5坐堂食、6鉢食、7食の時間制限、8林住、9木依、10野外住、11墓場行、12坐具行、13常坐）など。
第3章からは、定（禅定）の話に移行していく。禅定の定義、禅定の意義、禅定の種類（1種類～5種類）、禅定の修習方法（10の障害、善き朋友、6つの自己性質、40の業処）など。
第4章から第9章までは、定（禅定）のための瞑想対象である40の業処（四十業処）の詳細な説明が続く。
第4章では、四十業処の内の「十遍」の1つである「地遍」の詳細な説明がなされる。人里離れたところで小さな円筒形の山を作り、そのイメージを「地」の言葉を唱えながら取り込み、拡大・微細化させつつ禅定へと入っていく手法。
第5章では、「十遍」の残りの9つ（水、火、風、青、黄、赤、白、光、虚空）についての説明。前章の「地遍」と同じく、きっかけとなるオブジェクトから、そのイメージを、その名を唱え続けながら取り込み、禅定へと入っていく手法。
第6章では、四十業処の内の「十不浄」の説明がなされる。墓場へ行き、膨張、青瘀、膿爛、断壊、食残、散乱、斬斫離散、血塗、蟲聚、骸骨といった各種の状態の死体の観想から、禅定へと入っていく手法。
第7章では、四十業処の内の「十随念」の説明がなされる。まず、仏、法、僧、戒、捨、天、死、身至、安般、寂止という10の想念対象（業処）の概説がなされ、続いて、仏、法、僧、戒、捨、天までの6つの随念の詳細が述べられていく。
第8章はその続きで、「十随念」の残りの4つ、死、身至、安般、寂止の随念について詳細が述べられていく。「死随念」は他者や自身の死を様々な観点から想念する手法。「身至念」（身随念）は32に分割された自身の身体（三十二身分）を想念する手法。「安般念」は呼吸に意識を集中させるいわゆる「アーナーパーナ・サティ」のこと。「寂止随念」は苦の寂止としての涅槃を想念する手法。
第9章は、四十業処の内の「四梵住」（四無量心）、すなわち「慈・悲・喜・捨」を用いた手法の詳細が述べられる。これを簡略化したものが、いわゆる「慈愛の瞑想」（慈悲の瞑想）と呼ばれるもの。
第10章は、四十業処の内の「四無色界」、すなわち空無辺処、識無辺処、無所有処、非想非非想処の禅定、いわゆる「四無色定」について。
第11章は、四十業処の残りの2つ、「食厭」と「四界（四大）」について。前者は、食事やそのための托鉢に対する良くないイメージを想念することで、食に対する倦厭感を育み、食に対する欲を断つことで集中力を養う手法であり、「食厭想」と呼ばれる。後者は四大（地・水・火・風）の性質（地は20、水は12、火は4、風は6、計42）に分けられた自身の身体を観想する手法であり、「四界分別観（四界差別観）」と呼ばれる。最後に4-11章で述べられてきた四十業処に関する総括的な内容を述べて終わる。ここまでが第1部。
続いて第2部。第12章-第13章では、第四禅の後に獲得できるとされる「神通力」について詳述される。
第14章では、五蘊について詳述される。
第15章では、十二処・十八界、すなわち六根（六内入処）・六境（六外入処）・六識について詳述される。
第16章では、22の認知的・心的機能（根）と、四諦について詳述される。
第17章では、十二因縁について詳述される。
第18章では、七清浄の3番目「見清浄」、すなわち十六観智で言うところの「名色分離智」について詳述される。
第19章では、七清浄の4番目「度疑清浄」、すなわち十六観智で言うところの「縁摂受智」について詳述される。
第20章では、七清浄の5番目「道非道智見清浄」、すなわち十六観智で言うところの「思惟智」「生滅智」について詳述される。
第21章では、七清浄の6番目「行道智見清浄」、すなわち十六観智で言うところの「生滅智」から「行捨智」までの「八智」と「(諦)随順智」について詳述される。
第22章では、七清浄の7番目「智見清浄」について詳述される。十六観智の「種姓智」や、四向四果など。
第23章では、ヴィパッサナー瞑想を通じての智慧獲得による4つの福利について述べられる。
最後に、仏道の清浄な道が語られ終わったことを確認しつつ締め括られる。

## 日本語訳
- 『南伝大蔵経』 第62-64巻 「清浄道論(1-3)」 高楠順次郎監修、水野弘元訳、大蔵出版
- 『清浄道論註』 (I-III) 浪花宣明、大蔵出版、2023年-
- 『清浄道論』 全3巻、正田大観、Evolving、2016年
- 清浄道論 上巻 (東洋文庫叢刊 ; 第4)、1936年[4]